# 沖縄県立八重山農林高等学校
沖縄県立八重山農林高等学校（おきなわけんりつ やえやまのうりんこうとうがっこう）は、沖縄県石垣市大川に所在する県立農業高等学校。日本最西端に所在する高校として知られている。

## 学科
全日制
- アグリフード科
- グリーンライフ科
- フードプロデュース科
- ライフスキル科

## 沿革
- 1937年（昭和12年）4月 - 沖縄県立八重山農学校開校。
- 1945年（昭和20年）12月31日 - 公立八重山農学校と改称。
- 1946年（昭和21年）8月1日 - 林業科を設置し、公立八重山農林高校と改称[1]。
- 1947年（昭和22年）4月1日 - 公立八重山農林高等学校と改称し、修業年限を4カ年に変更。
- 1949年（昭和24年）4月1日 - 新制高等学校制度に基づき修業年限を3カ年に変更（6・3・3・4制）。
- 1952年（昭和27年）2月28日 - 琉球政府中央教育委員会直轄校となる。
- 1955年（昭和30年）4月1日 - コース制施行、男子 - 農業科・林業料・畜産科、女子 - 農村家庭科設置許可。
- 1958年（昭和33年）4月1日 - 農産加工科を設置。
- 1963年（昭和38年）4月1日 - 農産加工科を農産製造科へ学科改編。
- 1972年（昭和47年）5月15日 - 本土復帰により、沖縄県立八重山農林高等学校に改称。
- 1973年（昭和48年）4月1日 - 農産製造科を食品製造科へ学科改編。
- 1987年（昭和62年）4月1日 - 林業科を緑地土木科と改称。
- 1990年（平成2年）4月1日 - 農業科を熱帯園芸科、生活科を生活科学科に学科改編。
- 2013年（平成25年）4月1日 - 熱帯園芸科、緑地土木科、畜産科、食品製造科、生活科学科をアグリフード科、グリーンライフ科、フードプロデュース科、ライフスキル科学科改編。

## 著名な卒業生
- 伊志嶺吉盛（高校野球指導者、元沖縄県立八重山商工高等学校監督）
- 大工哲弘（民謡歌手）
- RYOEI（シンガーソングライター）：緑地土木科出身
- TKS（JAZZ S-SAX phonist）：熱帯園芸科
- 嘉弥真新也（プロ野球選手、福岡ソフトバンクホークス投手）

## 備考
日本最西端にある高等学校である（石垣市内にある八重山高校や八重山商工高校よりも西にあるため）。
- 北海道礼文高等学校（最北端）
- 北海道根室高等学校（最東端）
- 沖縄県立八重山商工高等学校（最南端）